# Obelnica
Obelnica (ukr. Обельниця) – wieś na Ukrainie, w  obwodzie iwanofrankiwskim, w rejonie rohatyńskim.